# Мочарата (хижа)
„Мочарата“ е хижа в Северен Пирин, разположена на височина от 1450 метра в местността Мочарата близо до хижа „Гоце Делчев“.
Капацитетът на хижата е 160 места, повечето в бунгала около хижата. Изходен пункт местността Логовето (Слоговето) – 0,40 часа.